# Malachra urens
Malachra urens är en malvaväxtart som beskrevs av Pierre Antoine Poiteau. Malachra urens ingår i släktet Malachra och familjen malvaväxter. Inga underarter finns listade i Catalogue of Life.